# Albert Battel
Albert Battel (Klein-Pramsen, 21 gennaio 1891 – Hattersheim am Main, 17 marzo 1952) è stato un avvocato e militare tedesco, tenente nella riserva della Wehrmacht. Dal 1981 il suo nome è iscritto nell'albo dei "Giusti tra le nazioni" dello Yad Vashem.

## Biografia
Cresciuto in una famiglia cattolica partecipò come soldato alla prima guerra mondiale. Laureato a Monaco di Baviera e a Breslavia in Economia e Diritto, esercitò nel 1925 la professione di avvocato e notaio nella sua città natale.
Pur essendo iscritto al Partito Nazionalsocialista Tedesco dei Lavoratori fin dal maggio 1933, nel corso dello stesso anno aiutò assieme a suo fratello degli ebrei a fuggire in Svizzera. Secondo informazioni attendibili protesse anche colleghi ebrei dalla persecuzione politica.
Richiamato in servizio come ufficiale della riserva, Battel fu assegnato nella città di Przemyśl nel sud della Polonia, come aiutante del comandante militare locale, maggiore Max Liedtke.  
Il 26 luglio 1942 era stata decisa dal comando SS la "liquidazione" degli ebrei della città; Battel, con il consenso del suo superiore, ordinò che il ponte sul fiume San, unico punto d'accesso al ghetto, venisse bloccato: quando un distaccamento di  SS tentò comunque di rompere il blocco Battel ordinò che si aprisse il fuoco se le SS non avessero desistito. Tutto questo accadde durante il giorno sotto gli occhi stupiti dei cittadini di Przemyśl.
Nel pomeriggio dello stesso giorno Battel, utilizzando i camion dell'esercito, fece evacuare dal ghetto, in cinque viaggi, il massimo numero possibile di ebrei trasferendoli nella caserma del comando e tenendoli nascosti nello scantinato. 
Nel complesso sopravvissero, sotto la protezione della Wehrmacht, 500 ebrei, evitando così la deportazione nel campo di sterminio di Bełżec, mentre la restante popolazione del ghetto non si salvò.
Venne avviata un'indagine, tenuta segreta per evitare screzi con l'esercito, sull'intera vicenda che giunse all'attenzione del più alto livello della gerarchia nazista Heinrich Himmler, il Reichsführer-SS, che inviò una fotocopia della documentazione incriminante a Martin Bormann. Nella lettera di accompagnamento, Himmler si riproponeva di arrestare Battel al termine della guerra. 
Tutto questo avveniva mentre Battel, all'oscuro di questa attenzione su di lui, era stato nel frattempo esonerato dal servizio per quei problemi cardiaci che lo porteranno a prematuro decesso. 
Fu peraltro arruolato nella milizia e catturato dai Sovietici entrati in Germania che dopo un breve periodo di prigionia, lo liberarono; rifugiatosi in Occidente, in seguito alla denazificazione condotta sulla popolazione tedesca nelle zone sotto occupazione alleata americana, non gli fu concesso di esercitare la professione forense a causa della sua militanza nazionalsocialista che invece non impedì la sua iscrizione, trent'anni dopo la morte, il 22 gennaio 1981, nell'albo dei "Giusti tra le nazioni" dello Yad Vashem.